# Sebae
Sebae (세배) är en  traditionell rit som genomförs på morgonen på nyårsdagen Seolnal (설날) i Korea. 
De yngre i familjen bugar för de äldre och önskar dem ett gott nytt år med frasen: "새해 복 많이 받으세요". Detta betyder ungefär "vänligen ta emot mycket lycka för det nya året". När man bugar går man ned på knä och böjer huvudet mot marken. Föräldrarna brukar ge barnen nyårspengar i samband med detta. 